# Ligne M du métro de New York
 (janvier 2022).
Si vous disposez d'ouvrages ou d'articles de référence ou si vous connaissez des sites web de qualité traitant du thème abordé ici, merci de compléter l'article en donnant les références utiles à sa vérifiabilité et en les liant à la section « Notes et références ».
Pour les articles homonymes, voir Ligne M.
La M Sixth Avenue Local est une ligne (au sens de desserte ou service en anglais) du métro de New York. Sa couleur est l'orange, étant donné qu'elle circule sur l'IND Sixth Avenue Line sur la majorité de son tracé à Manhattan. Elle est issue du réseau de l'ancienne Brooklyn-Manhattan Transit Corporation (BMT), rattachée à la Division B, et circulait sur la BMT Nassau Street Line (métros marron) jusqu'à ce que son parcours soit modifié en 2010. Elle compte 36 stations et constitue par ailleurs l'unique ligne du réseau (exception faite des shuttles) dont les deux terminus sont situés dans le même arrondissement.
La ligne M fonctionne en continu, mais pas sur l'ensemble de son parcours. En semaine, elle circule entre les stations de Forest Hills – 71st Avenue et de Middle Village, toutes deux situées dans le Queens, en empruntant successivement l'IND Queens Boulevard Line, l'IND Sixth Avenue Line, le pont de Williamsburg, la BMT Jamaica Line puis la BMT Myrtle Avenue Line. La nuit (23h00-06h30) la desserte est utilisée comme navette entre Myrtle Avenue et Middle Village. Cette section située sous Myrtle Avenue est donc la seule où la desserte circule 24/7.

## Histoire

Ancienne icône de la ligne M de 1967 jusqu'en 1979.

Ancien logo de la desserte M utilisé entre 1979 et 2010 lorsqu'elle circulait encore sur la BMT Nassau Street Line.

## Caractéristiques

### Stations

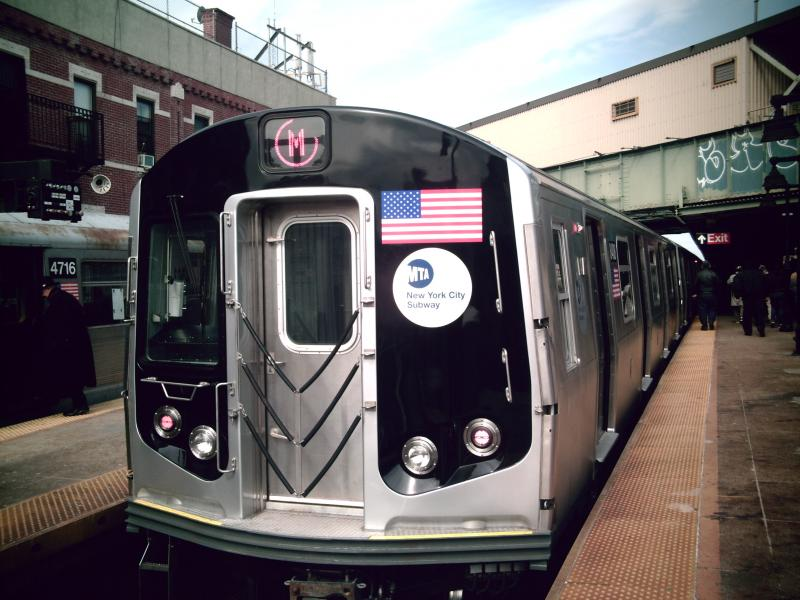
Rame de type R160A au terminal de Myrtle Avenue, à Brooklyn.

| Légende | Légende                                                   |
| ------- | --------------------------------------------------------- |
|         | Sert toujours cette station                               |
|         | Sert toujours cette station, sauf la nuit                 |
|         | Service limité                                            |
|         | Sert cette station durant la nuit                         |
|         | Sert toujours cette station, sauf aux heures de pointe    |
|         | Sert cette station durant les heures de points            |
|         | Sert cette station durant la semaine                      |
|         | Sert cette station durant la nuit et les fins de semaines |
|         | Sert cette station durant les fins de semaines            |

|           | Station                                | Horaires               | Correspondances         |
| --------- | -------------------------------------- | ---------------------- | ----------------------- |
| Queens    |                                        |                        |                         |
|           | Middle Village – Metropolitan Avenue   | Toujours               |                         |
|           | Fresh Pond Road                        | Toujours               |                         |
|           | Forest Avenue                          | Toujours               |                         |
|           | Seneca Avenue                          | Toujours               |                         |
| Brooklyn  |                                        |                        |                         |
|           | Myrtle-Wyckoff Avenues                 | Toujours               | (L)                     |
|           | Knickerbocker Avenue                   | Toujours               |                         |
|           | Central Avenue                         | Toujours               |                         |
|           | Myrtle Avenue                          | Toujours               | (J) · (Z)               |
|           | Flushing Avenue                        | Toujours, sauf la nuit | (J)                     |
|           | Lorimer Street                         | Toujours, sauf la nuit | (J)                     |
|           | Hewes Street                           | Toujours, sauf la nuit | (J)                     |
|           | Marcy Avenue                           | Toujours, sauf la nuit | (J) · (Z)               |
| Manhattan |                                        |                        |                         |
|           | Essex Street                           | Toujours, sauf la nuit | (J) · (Z) · (F)         |
|           | Broadway - Lafayette Street            | En semaine seulement   | (B) · (D) · (F)         |
|           | West Fourth Street – Washington Square | En semaine seulement   | (B) · (D) · (F)         |
|           | 14th Street                            | En semaine seulement   | PATH                    |
|           | 23rd Street                            | En semaine seulement   | PATH                    |
|           | 34th Street – Herald Square            | En semaine seulement   | PATH                    |
|           | 42nd Street-Bryant Park                | En semaine seulement   | (B) · (D) · (F)         |
|           | 47th–50th Streets – Rockefeller Center | En semaine seulement   | (B) · (D) · (F)         |
|           | Fifth Avenue / 53rd Street             | En semaine seulement   | (E)                     |
|           | Lexington Avenue / 51st – 53rd Streets | En semaine seulement   | (E) · (4) · (6) · (<6>) |
|           | Queens                                 |                        |                         |
|           | Court Square                           | En semaine seulement   | (E) · (7) · (<7>) · (G) |
|           | Queens Plaza                           | En semaine seulement   | (E) · (R)               |
|           | 36th Street                            | En semaine seulement   | (E) · (F) · (R)         |
|           | Steinway Street                        | En semaine seulement   | (E) · (F) · (R)         |
|           | 46th Street                            | En semaine seulement   | (E) · (F) · (R)         |
|           | Northern Boulevard                     | En semaine seulement   | (E) · (F) · (R)         |
|           | 65th Street                            | En semaine seulement   | (E) · (F) · (R)         |
|           | Jackson Heights – Roosevelt Avenue     | En semaine seulement   | (E) · (F) · (R)         |
|           | Elmhurst Avenue                        | En semaine seulement   | (E) · (F) · (R)         |
|           | Grand Avenue – Newtown                 | En semaine seulement   | (E) · (F) · (R)         |
|           | Woodhaven Boulevard                    | En semaine seulement   | (E) · (F) · (R)         |
|           | 63rd Drive – Rego Park                 | En semaine seulement   | (E) · (F) · (R)         |
|           | 67th Avenue                            | En semaine seulement   | (E) · (F) · (R)         |
|           | Forest Hills – 71st Avenue             | En semaine seulement   | Long Island Railroad    |